# Coleophora annulicola
Coleophora annulicola é uma espécie de mariposa do gênero Coleophora pertencente à família Coleophoridae.